# Книга Естер

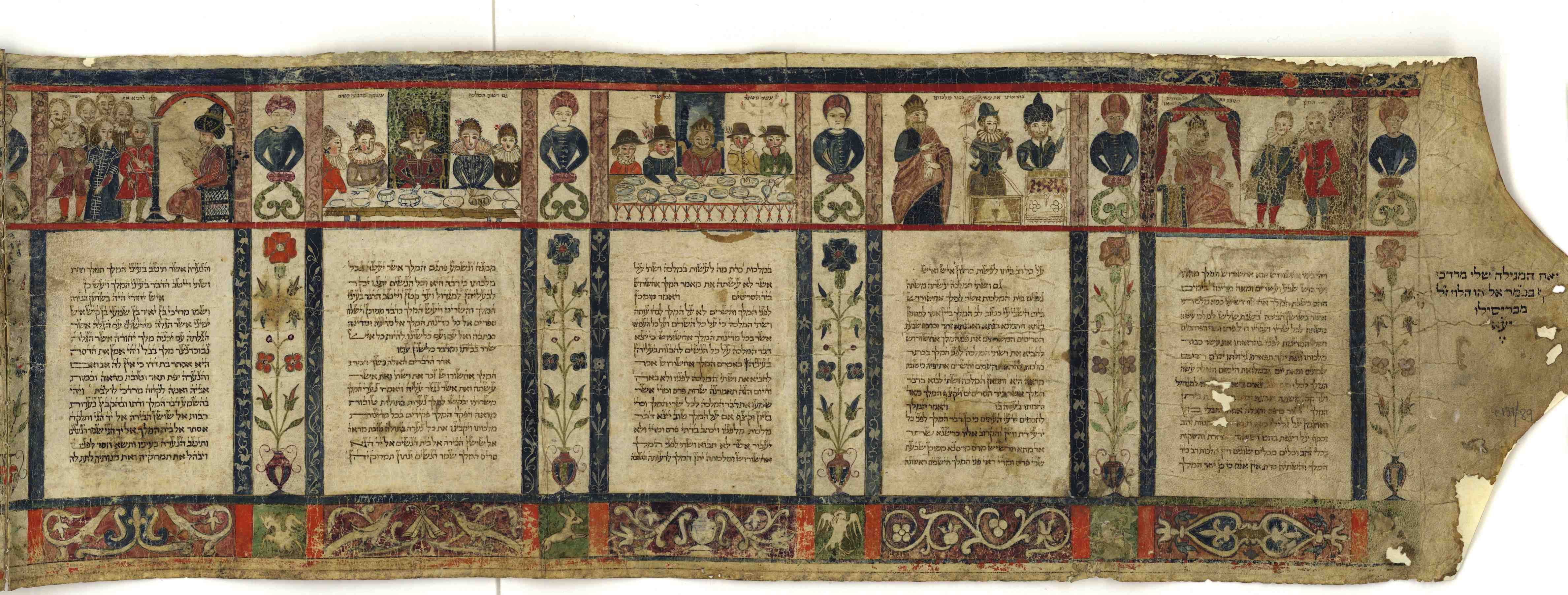

Кни́га Есте́р, або Кни́га Єсфи́рі також Сувій Естер (івр. מְגִלַּת אֶסְתֵּר, трансліт. Меґілат Естер) — одна з книг Старого Завіту й ТаНаХу. У православному каноні Біблії розміщена між книгами Юдифи та Йова. Її автор невідомий, традиційно ним вважається Мордехай — дядько Естер. Вона написана пізньою біблійною єврейською мовою з домішками перських і арамейських слів.
Хоча в єврейському тексті книги жодного разу не зустрічається ім'я Бога, вона цілком пройнята глибоким релігійним духом. Деякі дослідники вважають Книгу Естер не реальною історією, а свого роду притчою або псевдоісторичною повістю; інші — правдивою, через докладний опис царського побуту, характеру царя Артаксеркса, особливості мови, велику кількість справжніх перських і зендських імен.

## Зміст книги
Головною героїнею книги є Естер — родичка і вихованка юдеянина Мордехая, що жив у перському місті Сузи, та одного разу врятував життя царя Артаксеркса. Коли перед царем постала проблема вибору нової дружини (замість покинутої ним Вашті), вибір його впав на Естер.
Один з придворних Артаксеркса, Гаман — амалекітянин був украй роздратований тим, що Мордехай відмовлявся схилятися перед ним. Інтригами Гаман домігся згоди царя на знищення всього єврейського народу.
Дізнавшись про це, Мордехай зажадав від Естер, щоб та вступилася перед царем за свій народ. Всупереч суворому придворному етикету, порушення якого загрожувало їй втратою свого становища і самого життя, Естер з'явилася до Артаксеркса без запрошення і переконала його відвідати підготовлений нею бенкет, під час якого й звернулася до нього з проханням про захист євреїв.
Дізнавшись про інтриги Гамана, Артаксеркс наказав повісити його на тій же шибениці, яку він приготував був для Мордехая, а в додаток до указу про винищення євреїв був розісланий новий указ: про їхнє право противитися виконанню попереднього. В результаті євреї зі зброєю в руках повстали на захист свого життя і знищили безліч ворогів, у тому числі десятьох синів Гамана. На згадку про це у євреїв було започатковано свято Пурим.

## Цікаві факти
Біблійні вчені вважають, що імена двох головних героїв книги є похідними від імен двох головних вавилонських богів. Мордехай — від імені головного вавилонського бога Мардука, а Естер — від головної вавилонської богині Іштар.